# PP Волка
PP Волка (лат. PP Lupi) — тройная звезда в созвездии Волка на расстоянии приблизительно 1428 световых лет (около 438 парсеков) от Солнца.
Пара первого и второго компонентов — двойная затменная переменная звезда типа Алголя (EA). Видимая звёздная величина звезды — от +9,06m до +8,67m. Орбитальный период — около 29,692 суток.

## Характеристики
Первый компонент (HD 142293) — белая звезда спектрального класса A7, или A3. Масса — около 2,664 солнечных, радиус — около 6,923 солнечных, светимость — около 56,246 солнечных. Эффективная температура — около 5820 K.
Второй компонент (HD 142292) — жёлто-белая звезда спектрального класса F, или F5.
Третий компонент — коричневый карлик. Масса — около 14,82 юпитерианских. Удалён на 2,073 а.е..